# Michał Markowicz (harcmistrz)
Michał Łukasz Markowicz (ur. 1986) – polski działacz harcerski, w latach 2018–2023 Naczelnik Harcerzy Związku Harcerstwa Rzeczypospolitej.

## Życiorys
Pochodzi z Kluczborka. Z wykształcenia jest magistrem pedagogiki. Działalność harcerską rozpoczął w 1999 w 122. Kluczborskiej Drużynie Harcerzy „Tornado”. Był między innymi hufcowym Kluczborskiego Hufca Harcerzy „Płomień”, zaś w 2011 został komendantem Chorągwi Harcerzy Ziemi Opolskiej ZHR zastępując na tym stanowisku harcmistrza Leszka Krzyżanowskiego. W 2014 startował do Rady Miasta w Kluczborku z listy Prawa i Sprawiedliwości.
W kwietniu 2018 podczas XVI Zjazdu Związku Harcerstwa Rzeczypospolitej został wybrany na Naczelnika Harcerzy Związku Harcerstwa Rzeczypospolitej. Pełnił tę funkcję do września 2023.

## Odznaczenia
- Złoty Krzyż Zasługi (2024)[8].